# Stazione di Todi Ponte Rio
La stazione di Todi Ponte Rio è la principale stazione ferroviaria al servizio del comune di Todi, in provincia di Perugia, posta sulla ferrovia Centrale Umbra. È situata nei pressi della popolosa frazione di Ponte Rio, a valle del centro storico. La gestione degli impianti è affidata a Rete Ferroviaria Italiana (RFI), mentre il servizio viaggiatori è svolto da Trenitalia.

## Storia
La stazione venne inaugurata il 12 luglio 1915 in concomitanza con l'apertura al servizio del tratto Terni-Umbertide.
Dal 25 dicembre 2017 la stazione è stata chiusa in attesa dei lavori di manutenzione di impianti e sostituzione dei binari.

## Strutture e impianti
La stazione dispone di un fabbricato viaggiatori dentro il quale trovano posto, oltre alla sala d'attesa e la biglietteria, l'ufficio movimento e la sala relè. Vi è anche uno scalo merci composto da un piano caricatore, da un magazzino e da un tronchino di accesso. Il piazzale del ferro conta 3 binari passeggeri serviti da banchine collegate tramite attraversamento a raso; il primo è quello di corretto tracciato, il secondo è per gli incroci mentre il terzo è per le precedenze. A sinistra del fabbricato passeggeri è presente un piccolo fabbricato per i servizi igienici.

## Movimento
Il traffico che interessa la stazione è di tipo regionale.

## Servizi
La stazione dispone di:
- Sala d'attesa
- Servizi igienici

## Interscambi
- Fermata autobus